# Diana Nausėdienė

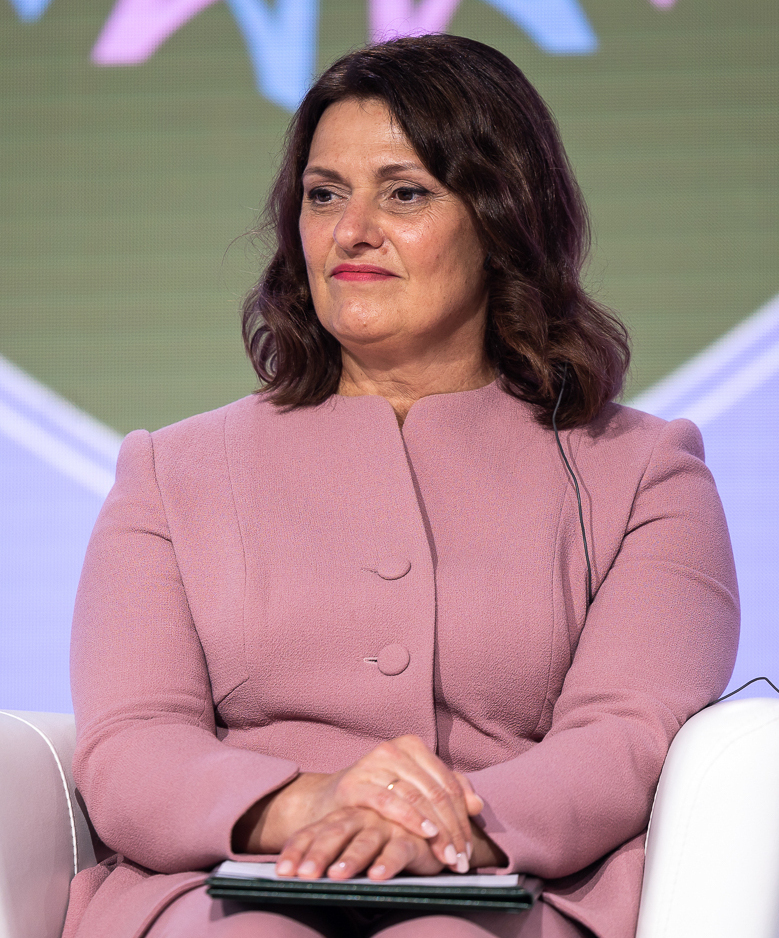
Diana Nausėdienė, 2022

Diana Nausėdienė (* 9. Juli 1964 in Klaipėda, Litauische SSR, Sowjetunion als Diana Nepaitė) ist eine litauische Unternehmerin, Dozentin und als Ehefrau von Gitanas Nausėda seit dem 12. Juli 2019 First Lady von Litauen.

## Leben und Wirken
Diana Nepaitė kam 1964 als zweite Tochter eines Kapitäns und einer Buchhalterin in der Hafenstadt Klaipėda zur Welt. Sie wuchs in einem traditionellen litauischen Haushalt auf. 1987 machte sie ihren Abschluss an der Technischen Universität Kaunas. Anschließend arbeitete sie für H&M Hennes & Mauritz GBC AB im Qualitätsmanagement und wurde später Dozentin an der Vilnius University Business School. 1990 heiratete sie Gitanas Nausėda; mit ihm bekam sie zwei Kinder namens Ugnė und Gedailė. Im Juli 2019 wurde sie zur First Lady, als ihr Mann die Präsidentschaftswahl gewann. 